# Хрисі

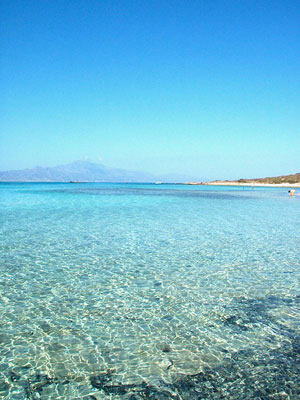
Золотий берег

Хрисі (грец. Χρυσή, "золотий", також Γαϊδουρονήσι - Гайдуронісі, "віслючий острів") безлюдний грецький острів, близько 15 км на південь від Криту недалеко від порту Ієрапетра в Лівійському морі. Близько 700м на схід від острова знаходиться острівець Мікронісі. Адміністративно ці острови входять до муніципалітету Ієрапетра у Ласітіоні.

## Туризм

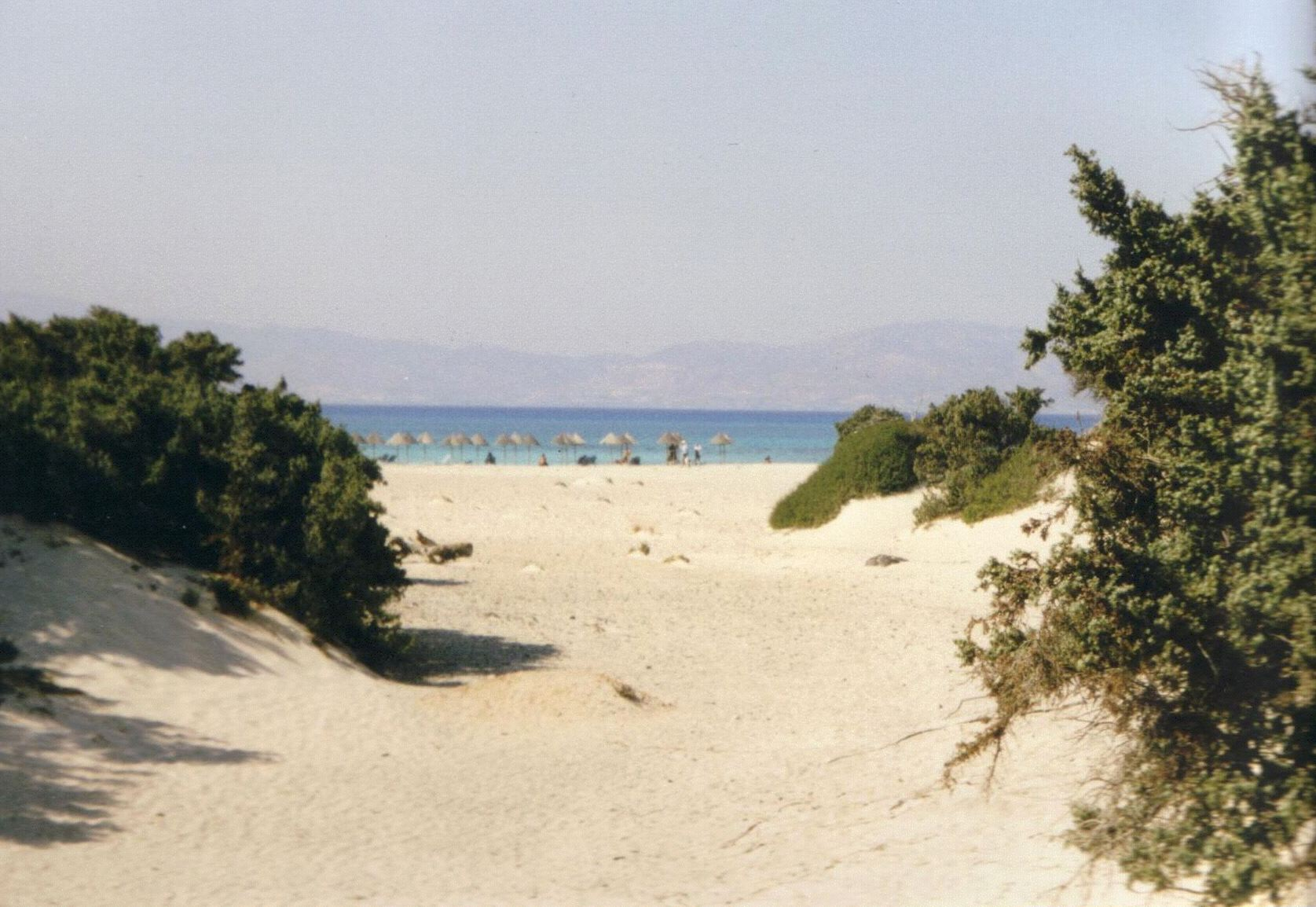
Пляж Хрисі

До Хрисі можна дістатися морем з Ієрапетри та з Миртоса. Зробити це можна з середини травня до кінця жовтня. На північному березі острова розташовується нудистський пляж. Найвища точка острова сягає 31м над рівнем моря, її називають Кефала ("голова"). На західній частині острова розташована каплиця Святого Миколая (датується приблизно XIII століттям). Також є висохле озеро, старий порт, мінойські руїни, маяк та римське кладовище. Навколо Хрисі мілководдя, що робить підводне плавання та дайвинг популярною розвагою. У затоках Белегріна, Гатзіволакас і Катапросопо велике різноманіття мушель.

## Природоохоронна зона

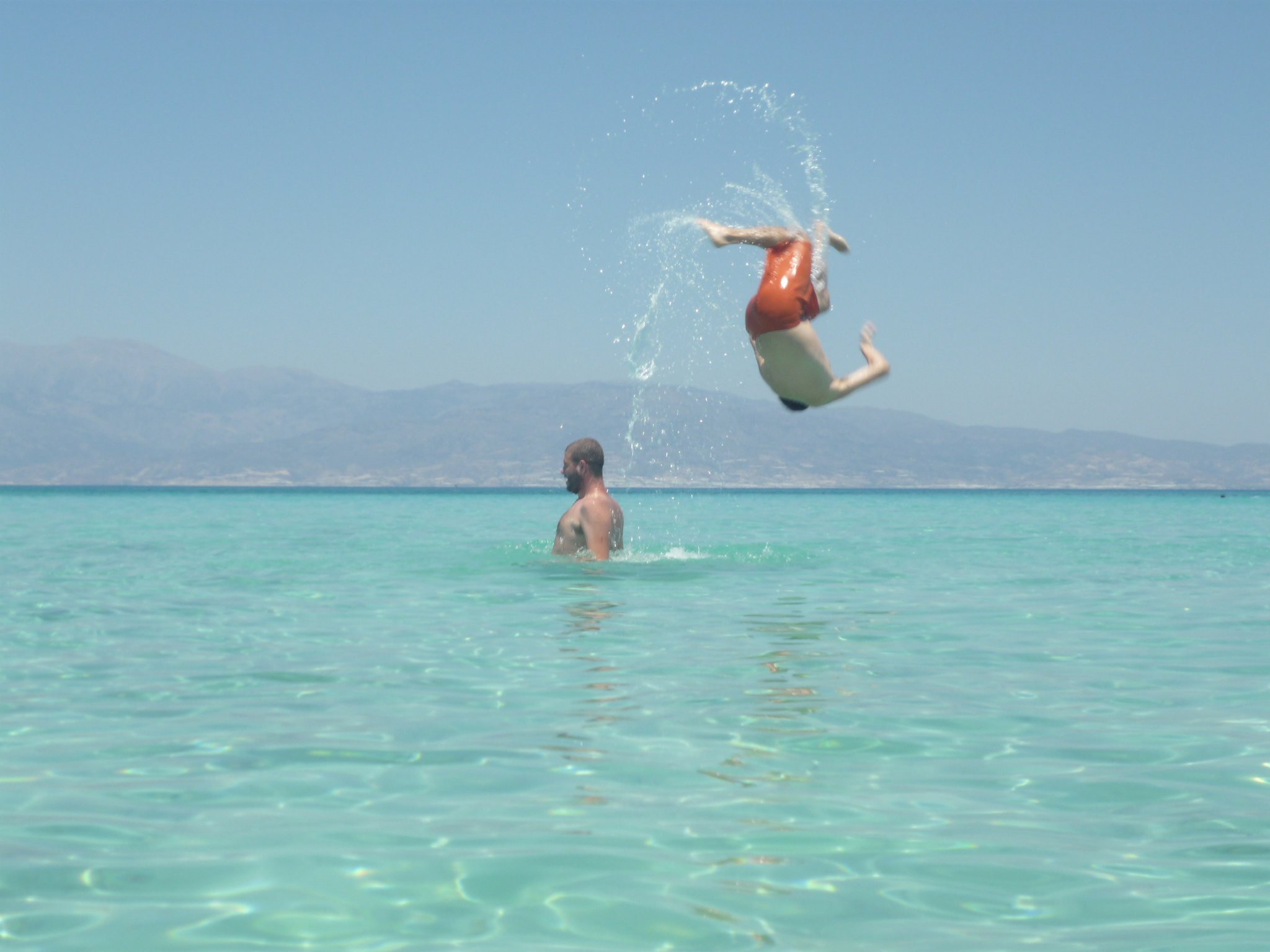
Стрибки у воду на пляжі Хрисі

Хрисі захищений як "область значної природної краси".  
На острові розташовано найбільший в Європі природно утворений ліс ліванського кедра.
На острові відсутня питна вода. Більшість дерев має середній від близько 200 років і середню висоту до 7 метрів, деякі дерева старше 300 років і сягають 10 метрів. Щільність близько 28 дерев на гектар.